# Emmanuel Chadeau
Pour l’article homonyme, voir Chadeau.
Emmanuel Chadeau, né le 13 janvier 1956 à Paris et mort le 6 août 2000 à Saint-Cloud, est un historien français expert en histoire de l'aviation.

## Biographie
Docteur d'État en histoire (1986), il a été professeur d'histoire économique à l'Université de Lille,.

## Publications

### Livres
- Mermoz, 2000
- Saint-Exupéry, 2000
- Louis Renault - Biographie, 1998
- Le Rêve et la puissance : L'Avion et son siècle, 1996
- Latécoère, Paris, Olivier Orban, 1990, 330 p. (ISBN 978-2-85565-569-7)
- L'Économie nationale aux XIXe et XXe siècles : Annuaire statistique de l'économie française, vol. 1 d'Emmanuel Chadeau, 1989
- L'Économie du risque : Les Entrepreneurs : 1850-1980, 1988
- De Blériot à Dassault : Histoire de l'industrie aéronautique en France : 1900-1950, 1987
- Les inspecteurs des finances au XIXe siècle (1850-1914), 1986

### Articles
- « Laurent Eynac et l’aéronautique (1920-1940) », Cahiers de la Haute-Loire, Le Puy-en-Velay,‎ 1982
- « Stratégies d'entreprises et innovations internationales : les motoristes français d'aviation (1918-1940) », Histoire, économie et société,‎ 1987, p. 263-287 (DOI https://doi.org/10.3406/hes.1987.1449, lire en ligne)
- « État, industrie, nation : la formation des technologies aéronautiques en France (1900-1950) », Histoire, économie et société,‎ 1985, p. 275-300 (lire en ligne)
- Voir aussi sur OpenEdition

## Distinctions
- Prix Louis-Castex 1997 de l’Académie française pour Le Rêve et la Puissance. L’avion et son siècle[5]